# Vasilivka (Bolgrad)
Vasilivka (ucraniano: Василівка; búlgaro: Вайсал; ruso: Василевка, hasta 1944: Vaisala) es una localidad del Raión de Bolhrad en el óblast de Odesa del sur de Ucrania.

## Historia
Para consolidar su dominio sobre Besarabia, las autoridades zaristas, desde 1812 han apoyado el establecimiento en el sur de Besarabia de familias de inmigrantes de Bulgaria al sur del Danubio, que recibieron la tierra de la ocupación rusa de Besarabia. Entre 1829-1830 se produjo un éxodo masivo de los búlgaros en el pueblo de Vaisala (que se encuentra hoy en el este de Tracia, vilayet Adrianópolis, Turquía) en la parte sur de Besarabia. En abril de 1830, 206 familias (1.001 personas) de Vaisala llegaron a Besarabia y fundaron al pueblo con el nombre de Vaisala.
El Tratado de Paz de Bucarest, firmado en mayo de 1812, entre el Imperio Ruso y el Imperio Otomano al final de la Guerra Ruso-Turca (1806-1812) mencionaba que Rusia ocuparía el territorio al este de Moldavia entre el Dniéster y Prut, más conocido como Besarabia y transformarla en una provincia dividida en diez provincias (Hotin, Soroca, Balti, Orhei Lapusna, Bender, Cahul, Bolgrad Chilia y White City).
En 1864 se construyó en la iglesia del pueblo de San Elías. "Tras el Tratado de Paz de Berlín en 1878, Rumania se vio obligado a ceder el sur de Besarabia a Rusia.
En 1900 abrió la escuela del pueblo. En enero de 1918, los activistas bolcheviques tomaron el pueblo. La intervención militar rumano llevó a la supresión de la sublevación bolchevique.
A raíz del Tratado de París en 1856, que concluyen la Guerra de Crimea (1853-1856), Rusia devuelve a Moldavia una franja de tierra en el sudoeste de Besarabia (conocida como la Cahul, Bolgrad e Ismail). Después de las pérdidas territoriales, Rusia no ha tenido acceso a la desembocadura del Danubio. En 1858, las autoridades moldavas autorizaron la apertura de una escuela de enseñanza primaria en el pueblo búlgaro.
Después de Unión de Besarabia con Rumanía el 27 de marzo de 1918, el pueblo formó parte de Rumania, en el condado de Ismail. Para entonces, la mayoría de la población consistía en rumanos. El censo de 1930 mostró que de los 3.961 habitantes del pueblo, 3.167 eran rumanos (79,95%), 741 eran búlgaros (18,71%), 7 eran rusos, 4 eran judíos y 3 eran árabes
Durante el período de entreguerras, el pueblo estaba en el área de interés activistas bolchevique en la URSS, y en la ciudad funcionaba un comité clandestino revolucionar. Varios aldeanos han participado en la revuelta de Tatarbunar de 1924 Tatarbunar organizado por los bolcheviques en la URSS. Después de la sublevación fueron arrestados 16 residentes, varios individuos fueron condenados por un tribunal militar. En 1930, la policía desmanteló la organización clandestina bolchevique y sus miembros fueron arrestados.
Como resultado del Pacto Ribbentrop-Mólotov (1939), Besarabia, el norte de Bucovina y el Condado de Herta Condado fueron anexados a la Unión Soviética el 28 de junio de 1940. Después de que Besarabia fuera ocupada por los soviéticos, Stalin se rompió en tres partes. Así, el 2 de agosto de 1940, se fundó la República Socialista Soviética de Moldavia y el sur (condados de Rumania e Ismail White Castle) y norte (Condado Hotin) de Besarabia y el norte de Bucovina y Herta fueron reasignados a la RSS de Ucrania. El 7 de agosto de 1940, se creó el óblast de Izmail, integrado por los territorios en el sur de Besarabia y fueron reasignados.
Durante 1941 al 1944, todos los territorios anexos anteriormente parte de Rumanía estaban de vuelta en el poder de la Unión Soviética. Luego, los tres territorios se han vuelto a ocupar por la Unión Soviética en el año 1944 e integrados en la estructura de la RSS de Ucrania, según la organización territorial presentada después de la anexión por Stalin en 1940, cuando Besarabia se divide en tres partes.
En 1946, las autoridades soviéticas cambiaron el nombre oficial del pueblo a Vasilivka. En 1954, fue cerrado el óblast de Izmail, y a las localidades se las han incluido en el óblast de Odesa.
Desde 1991, Vasilivka forma parte del Raión de Bolhrad del Óblast de Odessa en Ucrania independiente. En la actualidad, el pueblo tiene 3.902 habitantes, principalmente búlgaros.